# Unicità
In matematica e logica, l'unicità di un elemento nel soddisfare una certa proprietà sta nel fatto che qualunque oggetto che soddisfi tale proprietà è uguale all'elemento di partenza. In altre parole, non possono esistere due elementi differenti che soddisfano questa proprietà. Tuttavia, dimostrare l'unicità di un elemento non è una condizione sufficiente per dedurre a priori l'esistenza dell'elemento.
La frase "esiste uno e uno solo" è utilizzata per indicare che una certa proprietà esiste esattamente una volta. Il primo termine "uno" sta ad indicare l'esistenza, mentre il secondo l'unicità di tale proprietà. Il quantificatore di tale espressione è {\displaystyle \exists !} ("esiste ed è unico").

## Dimostrazione dell'unicità
La tecnica più usuale per dimostrare l'unicità è innanzitutto dimostrare l'esistenza di un'entità che soddisfi la condizione in questione; successivamente assumere l'esistenza di due entità ({\displaystyle a} e {\displaystyle b}) che soddisfino tale condizione e dedurre logicamente che {\displaystyle a} dev'essere uguale a {\displaystyle b}.
Ad esempio, assumiamo che esistano due numeri {\displaystyle a} e {\displaystyle b} che soddisfino l'equazione {\displaystyle x+2=5}. Quindi
{\displaystyle a+2=5} e {\displaystyle b+2=5.}
Per la proprietà transitiva dell'eguaglianza
{\displaystyle a+2=b+2.}
Per il primo principio di equivalenza
{\displaystyle a=b.}

## Riduzione ai quantificatori esistenziale e universale
Formalmente, l'espressione {\displaystyle \exists !xP(x)} si può esprimere (per non dover inserire una nuova notazione tra i simboli della sintassi del linguaggio) facendo ricorso soltanto ai connettivi standard, ai quantificatori di esistenza e universalità e alla relazione di uguaglianza nel seguente modo:
{\displaystyle \exists x\,(P(x)\,\wedge \neg \exists y\,(P(y)\wedge y\neq x))}
che è equivalente all'espressione
{\displaystyle \exists x\,(P(x)\wedge \forall y\,(P(y)\to y=x)).}
Segue un'ulteriore definizione (equivalente alle precedenti) che ha il vantaggio di separare la nozione di esistenza da quella di unicità, ma è meno sintetica delle altre:
{\displaystyle \exists x\,P(x)\wedge \forall y\,\forall z\,((P(y)\wedge P(z))\to y=z).}
L'unicità si può anche esprimere più brevemente, al costo di aggiungere un ulteriore connettivo, quello bicondizionale (presente tra i cinque connettivi standard):
{\displaystyle \exists x\,\forall y\,(P(y)\leftrightarrow y=x).}